# Soparet alacantí
El soparet alacantí (o alicantí) es un plato tradicional y humilde de la provincia de Alicante (España) que se consume como almuerzo, especialmente durante las fiestas de las Hogueras de San Juan en junio.
Consiste en huevos fritos con ñoras (pimientos rojos secos), ajos tiernos, patatas y sardinas.
Algunas recetas modernas le dan un toque gourmet, como triturar los ingredientes y servirlos en un sifón caliente, o cocinar los huevos a baja temperatura.